# 녹양동 버들개 농요
녹양동 버들개 농요는 대한민국 경기도 의정부시의 향토문화재이다. 2017년 2월 7일 의정부시의 향토문화재 제21호로 지정되었다.

## 개요
의정부버들개농요는 논농사의 작업 순서에 따라 여러 가지 소리가 전승되는 것이 확인됐으며 모 찌는 소리부터 새 쫓는 소리까지 경기도 서북부 일대의 소리와 연계한다.